# 乔治·特龙贝尔
乔治·特龙贝尔（法語：Georges Trombert，1874年8月10日—1949年2月27日），法国男子击剑运动员。他曾代表法国参加1920年夏季奥林匹克运动会击剑比赛，获得二枚银牌和一枚铜牌。